# 河内文庙
河内文庙（越南语：／）正式名称文庙—国子监（越南语：／），是坐落于越南河内市还剑湖西侧的一座传统孔庙建筑。根据《大越史記全書》的记载，顺天元年（1010年）越南李朝开国君主李太祖下诏迁都升龙（今河内市）并要求在城内兴建孔庙。神武二年（1070年）建成文庙，供奉儒圣孔子。太宁五年（1076年）在文庙旁修建国子监。文庙门正门两侧前立有下马碑石亭。过文庙门进入第一庭院，院内有一大方型莲池。过大中门进入第二庭院，再过奎文阁进入第三庭院。院内有一大方型天光井。两侧各一座进士坊，因为越南历来没有状元，所以只为进士刻立石碑，坊内立有82块进士石碑，每坊各41块，形成碑林，记载了从大宝三年（1442年）至景興四十年（1779年）337年间的82届科举考中的1306名进士的姓名与籍贯。过大成门进入大成殿前的第四庭院。大成殿内供奉着孔子圣像。堂上挂着“萬世師表”的金字红匾。大成殿之侧有藏书房，内藏四书五经等儒学书典。大成殿后的第五庭院为国子监，殿内供奉着越南的儒学大师朱文安，在越南推传儒学，其在越南的地位类似于中国的朱子。